# Synagoga Mordki Herca w Łodzi (ul. Rokicińska 6)
Synagoga Mordki Herca w Łodzi – prywatny dom modlitwy znajdujący się w Łodzi przy ulicy Rokicińskiej 6.
Synagoga została zbudowana w 1899 roku z inicjatywy Mordki Herca. Mogła ona pomieścić 30 osób. Synagoga została przeniesiona z lokalu mieszczącego się przy ulicy Rokicińskiej 12. Podczas II wojny światowej hitlerowcy zdewastowali synagogę